# Annibale de Leo
Annibale de Leo (San Vito dei Normanni, 16 giugno 1739 – Brindisi, 13 febbraio 1814) è stato un arcivescovo cattolico ed erudito italiano.

## Biografia
Sin da giovane venne avviato agli studi di filosofia e teologia presso le Scuole Pie e il Seminario brindisino. Continuò i suoi studi di diritto ecclesiastico dapprima a Napoli e quindi a Roma.
Ritornato a Brindisi, scrisse la sua prima dissertazione su Marco Pacuvio (1763). Lo zio Ortenzio de Leo, suo primo maestro, gli trasmise la passione per le cose antiche, che lo portò ad iniziare una raccolta di documenti e testi sulla storia della città. Di lui ci resta il fondamentale Codice diplomatico brindisino.
Venne nominato arcivescovo di Brindisi il 29 gennaio 1798.
La biblioteca arcivescovile, che porta ancor oggi il suo nome, fu da lui fondata nel 1798 con assenso regio, ed è ricca di documenti antichissimi e di grande valore storico e culturale.

## Genealogia episcopale
La genealogia episcopale è:
- Cardinale Scipione Rebiba
- Cardinale Giulio Antonio Santori
- Cardinale Girolamo Bernerio, O.P.
- Arcivescovo Galeazzo Sanvitale
- Cardinale Ludovico Ludovisi
- Cardinale Luigi Caetani
- Cardinale Ulderico Carpegna
- Cardinale Paluzzo Paluzzi Altieri degli Albertoni
- Papa Benedetto XIII
- Papa Benedetto XIV
- Papa Clemente XIII
- Cardinale Marcantonio Colonna
- Cardinale Giacinto Sigismondo Gerdil, B.
- Cardinale Giulio Maria della Somaglia
- Arcivescovo Annibale de Leo

## Opere
Annibale de Leo mandò alle stampe quando era ancora in vita una sola opera giovanile:
- Delle memorie di M. Pacuvio antichissimo poeta tragico dissertazione di Annibale de Leo. In Napoli: nella Stamperia Raimondiana, 1763

Tuttavia ha lasciato una grande quantità di manoscritti di grande importanza per la storia locale; alcuni di questi sono stati pubblicati dopo la sua morte:
- Succinta descrizione storica sull'origine e successi della terra di Sanvito in Otranto provincia del Regno di Napoli scritta nel 1768, manoscritto conservato nella Biblioteca Pietro Acclavio di Taranto; Dell'origine e successi della Terra di S. Vito in provincia d'Otranto di Annibale de Leo; con introduzione, appendice e indici a cura di Michele Paone, Casarano: Grafiche A. Carra, 1985
- Dell'antichissima città di Brindisi e suo celebre porto: memoria inedita, a cura di Vito Guerriero, Napoli: stamp. della Società Filomatica, 1846
- Codice diplomatico brindisino [raccolto da] Annibale de Leo. Vol. 1: 492-1299, a cura di Gennaro Maria Monti e collaboratori, Trani: Vecchi e C., 1940
- Codice diplomatico brindisino [raccolto da] Annibale de Leo. Vol. 2, a cura di Michela Pastore Doria, Trani: Vecchi & C., 1964
- Dell'origine del rito greco nella Chiesa di Brindisi, a cura di Rosario Jurlaro, Brindisi: Amici della A. de Leo, 1974
- Codice diplomatico brindisino. Vol. 3: 1409-1499, a cura di Angela Frascadore, Bari, 2008